# Поцци, Моана
Анна Моана Роза Поцци (итал. Anna Moana Rosa Pozzi; 27 апреля 1961, Генуя — 15 сентября 1994, Лион) — итальянская порноактриса, актриса, певица, модель, участница телепрограмм, общественный и политический деятель, писательница.

## Ранние годы
Моана родилась в провинции Генуя, в административном регионе Лигурия. Её имя переводится как «там, где самое глубокое море», и не случайно. Её отец бывал на Гавайях. Отец Моаны был инженером-ядерщиком и постоянно переезжал со всей своей семьей по всему миру. В подростковом возрасте Моана жила с семьей то в Канаде, то в Бразилии. В 13 лет, в 1974 году, Моана вернулась в Италию вместе с семьей, где окончила среднюю школу. Когда семье пришлось снова переезжать во французский Лион, девятнадцатилетняя Моана решила остаться в Риме и начать самостоятельную жизнь.
В Риме она начала работать в качестве модели и изучала актерское мастерство. Иногда она снималась в телевизионной рекламе или просто ходила на комедийные фильмы в кинотеатрах. Она была очень амбициозна и в Риме стала любовницей многих известных людей. Её самым известным тайным любовником был Беттино Кракси, премьер-министр Италии с 1983 по 1987 год. Благодаря его покровительству она устроилась на работу на телевидение в развлекательную программу для детей. В том же году (1981) она снялась в своем первом порнофильме «Valentina, Ragazza in Calore» («Валентина, девушка в периоде течки»), не снискавшем успеха. Последовал небольшой скандал, поскольку в то же время, когда фильм был в прокате, она все ещё работала на телевидении для детей. Она отрицала своё участие в фильме, но тем не менее была уволена с телевидения. Эта история принесла Моане известность, и в 1985 году Федерико Феллини пригласил её на роль в фильме «Джинджер и Фред» — но съемки не состоялись.

## Карьера
В 1986 году Моана встретила Риккардо Скикки, менеджера агентства Diva Futura, работающего в порнобизнесе. Её первым порнофильмом, где она снялась в главной роли, стал «Fantastica Моаnа» («Фантастическая Моана»). Она также приняла участие в знаменитом шоу Curve Deliziose (Delicious Curves) вместе с Чиччолиной и другими знаменитыми актрисами — первом живом шоу в Италии, где голые модели мастурбировали на сцене. Это вызвало скандал и обвинения в непристойности. Вскоре Моана как порноактриса стала в Италии популярнее Чиччолины (которая как раз завершила порнокарьеру и стала депутатом парламента). Выступления Моаны по телевидению также сопровождались скандалами. В «шоу Матрешка» (show Matrjoska) она имела обыкновение появляться на сцене совершенно голой или просто завернутой в прозрачную вуаль. Журналы и газеты все больше и больше интересовались ею, и её все чаще приглашали сниматься для обложек журналов. Также отмечали её незаурядный ум, что шло вразрез с устоявшимся мнением о кинозвездах как о глуповатых. Она встречалась со многими интеллектуалами, писателями и художниками, такими как Марио Стефано или Дарио Беллецца. Впервые порнозвезда стала настолько популярной в повседневной жизни.

### Начало 90-х
Моана осознавала свою роль в шоу-бизнесе. В интервью она подчеркивала, что хотела, чтобы окружающие видели её сексуальность, сложность, ум, открытость и миролюбие.
В 1991 году Моана опубликовала свою первую книгу «Философия Моаны», где она перечислила и оценила в баллах от 4 до 9,5 двадцать известных знаменитостей, которые были её любовниками. В список вошли актеры, такие как Роберт Де Ниро, Харви Кейтель, Роберто Бениньи и Массимо Троиси; футбольные игроки, такие как Пауло Роберто Фалькао и Марко Тарделли; писатели, как Лучано де Кресченцо. Имя самого известного политика Беттино Кракси, который был её любовником в 1981 году, в книге было заменено на «политик».
В 1992 году Моана вместе с Чиччолиной (которая боролась за легализацию борделей) стала одним из основателей Партии любви, участвовавшей в парламентских выборах. Никто не был избран, но её популярность достигла своего пика, и лучшие итальянские тележурналисты хотели взять у неё интервью. Стилист Карл Лагерфельд в 1993 году хотел, чтобы она вышла на подиум в его платье. Моана Поцци стала настолько популярной, что её главная героиня в мультфильме, созданном известным итальянским карикатуристом Марио Верже, стала сорежиссёром. Этот фильм под названием «Moanaland» (1994) часто показывался на итальянском телевидении и в телепередачах, посвященных актрисе. На волне успеха Верже посвятил Моане Поцци другой мультфильм, «Я помню Моану», 1995 года, хорошо принятый кинокритиками. Он также был специально упомянут на эротическом кинофестивале в США.
Её сестра Мима также стала порноактрисой, взяв сценическое имя «Малышка Поцци».

## Смерть и слухи
Летом 1994 года Поцци начала чаще чувствовать тошноту, не могла есть без рвоты и быстро теряла вес. Она взяла отпуск и отправилась в Индию со своим тайным мужем Антонио ди Сиеско. По возвращении она выглядела очень больной и, дабы избежать слухов, легла в лионскую клинику. Она скоропостижно скончалась 15 сентября 1994 года в возрасте 33 лет. Большинство докладов гласят, что она умерла от гепатоцеллюлярной карциномы, рака печени, а некоторые таблоиды утверждают, что она умерла от СПИДа, но этот слух в итоге не подтвердился. Сообщение о её смерти появилось 17 сентября.
Столь быстрая смерть от рака печени выглядела странной: как правило, человек страдает в течение многих лет, после десятилетий алкоголизма, или если пациент перенес приступ гепатита B или гепатита C, а затем страдал в течение нескольких месяцев раком. Вполне возможно, что Поцци заразилась гепатитом из-за беспорядочной половой жизни, но она, как известно, не была алкоголиком. Только её семья и некоторые ближайшие коллеги знали о её болезни, и в телепередачах с её участием, снятых до конца лета, она представала здоровой и улыбающейся. Траурной церемонии не было, как и некролога.
Слухи о том, что она жива, начали сразу распространяться в США и в Индии — чему дало повод молчание её семьи. Её смерть в чужой стране также затруднила проверку достоверности свидетельства о смерти.
В 2004 году, к 10-й годовщине смерти, появились новые слухи, и суд Рима возбудил дело для окончательного установления факта смерти. В декабре 2005 года на итальянском ТВ-шоу «Chi l’ha Visto?» впервые было представлено официальное свидетельство о смерти, где была указана точная дата смерти актрисы. Интервью с семьей окончательно подтвердило смерть Поцци.
Её брат Симоне, с которым она была особенно близка, сказал в феврале 2006 года на той же телепрограмме, что он был на самом деле её сыном, а не братом. Мать Моаны недавно подтвердила это. В 2006 году была опубликована книга Симоне, где он рассказал свою историю. Книга впервые раскрыла личность Моаны, её различные отношения с другими членами своей семьи (особенно с её сестрой Мима), ход её болезни и смерть.
2 апреля 2007 года муж Моаны Поцци Антонио ди Сиеско в интервью газете «Il Messaggero» рассказал, что за несколько дней до кончины Моана просила его, чтобы он ускорил её смерть.

## Достижения
Моана Поцци снялась примерно в 100 порнофильмах, в основном в Италии, а также в США в фильмах Джерарда Дамиано. Было продано около миллиона видеокассет с её фильмами. Она была на обложках 50 ведущих журналов, не считая порножурналов. Она, как сообщается, заработала более 50 млрд итальянских лир (это около 40 миллионов евро). Часть её прибыли была передана на финансирование медицинских исследований.
Жизни Моаны Поцци посвящён итальянский мини-сериал 2009 года «Moana».